# Aimery Pinga
Aimery Pinga Maria (Friburgo, 6 gennaio 1998) è un calciatore svizzero, attaccante del Bulle.

## Caratteristiche tecniche
È un centravanti.

## Carriera

### Club
Cresciuto nel settore giovanile del Sion, ha esordito in prima squadra il 7 maggio 2017 in occasione del match di campionato perso 1-0 contro lo Young Boys. Segna la sua prima rete il 16 dicembre successivo nel match perso 3-2 contro il San Gallo.
Il 15 agosto 2018 viene ceduto in prestito annuale al Grasshoppers.

### Nazionale
Ha giocato nelle nazionali giovanili svizzere Under-18 ed Under-19.